# Pierre Contant d'Ivry
Pierre Contant d'Ivry, född den 11 maj 1698 i Ivry-sur-Seine, död den 1 oktober 1777 i Paris, var en fransk arkitekt och designer. Han arbetade inom stilarna rokoko och de tidiga faserna av nyklassicismen.